# 萨哈林岛亚历山德罗夫斯克
萨哈林岛亚历山德罗夫斯克（羅馬化：Aleksandrovsk-Sakhalinskiy）是俄罗斯萨哈林州的一座城市，位于鞑靼海峡东岸，库页岛西部，2010年人口为10,613人，2002年普查人口為12,826人，1968年人口為21,000人。
在1920到1925年期间，萨哈林岛亚历山德罗夫斯克被日本占领。
知名作家安东·契诃夫曾经旅行至此。

## 历史
清代屬於吉林将军轄區，称此地伊對。
1862年，一个名为亚历山德罗夫斯克卡亚的居住地在现在城镇地方被记录。1869年，当地建立了一个农场，后来发展成为亚历山德罗夫卡村。这时日本称之为落石（日语：おちいし）。
1881年建立了一个军事哨所，后来称为亚历山德罗夫斯基哨所。直到十月革命前，这个前哨站用于管理卡托加、监狱、流放者聚居地以及整座岛屿的行政中心。1890年安东·契诃夫曾生活于此，为他的作品《萨哈林岛》搜集素材。
1917年获得城镇地位。在1918至1920年俄国内战期间，该镇受高尔察克控制。
1926年，被重命名为萨哈林岛亚历山德罗夫斯克以与其他同名地方区分。
萨哈林岛亚历山德罗夫斯克在1932至1947年间作为萨哈林州的行政中心。苏联时期也以岛上的煤矿中心而闻名。